# Ланг, Герман

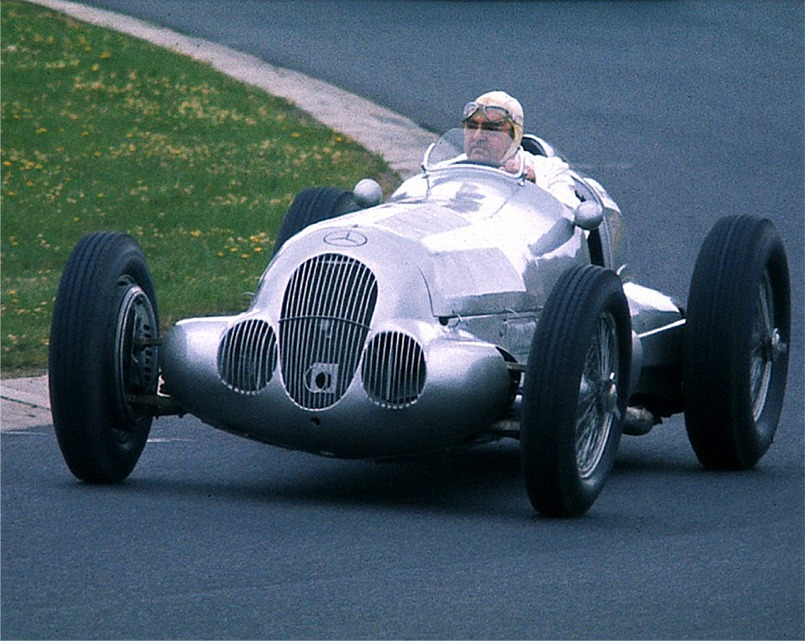
Ланг 1977 г.

Ге́рман Ланг (нем. Hermann Lang, 6 апреля 1909, Штутгарт-Канштатт — 19 октября 1987, Штутгарт-Канштатт) — немецкий автогонщик, чемпион Европы 1939 года, победитель «24 часов Ле-Мана» (1952), пилот Формулы-1 (1953—1954).

## Начало гоночной карьеры
После обучения на механика Герман Ланг в 1927 году начал свою карьеру в качестве мотогонщика и выиграл в 1931 году чемпионат Германии по подъёму на холм в классе мотоциклов с коляской. В 1933 году Ланг поступил механиком в заводскую команду Mercedes-Benz, где он занимался машиной Луиджи Фаджоли. В 1935 году он участвовал в тестах в Монце в качестве водителя, где на него обратил внимание Альфред Нойбауэр. В своей первой гонке (Эйфельские гонки 16 июня 1935 года на Нюрбургринге) он финишировал пятым, а на Гран-при Швейцарии — шестым.

## Чемпионат Европы (AIACR)
Во время гонки на Гран-при Германии в 1936 году Герман Ланг сломал палец и проехал после этого ещё восемь кругов, чем завоевал себе огромную симпатию публики. В 1937-м году он выиграл Гран-при Триполи в Ливии, а также гонку на АФУСе в Берлине.
Самым успешным годом Ланга стал 1939-й, когда он выиграл четыре Гран-при (По, Триполи, Бельгию и Швейцарию), а также и Эйфельские гонки, гонку по подъему на холм на горе Шауинсланд в Шварцвальде и венскую уличную гонку. Ланг был объявлен чемпионом Европы по решению председателя Верховного национального спортивного органа Германии Адольфа Хюнлайна, так как Международная федерация автоспорта AIACR перестала функционировать из-за начавшейся войны. В 1943 году в мюнхенском издательстве Knorr & Hirth Ланг опубликовал свою книгу «Из гоночного механика в Чемпионы Европы».

## Послевоенная карьера
После Второй мировой войны Ланг выступал на собственном Veritas Meteor вплоть до возвращения в гонки Мерседеса. В двух гонках в Буэнос-Айресе в 18 и 25 февраля 1951 года Ланг занял соответственно 2-е и 3-е место. На Maserati Ланг дебютировал в Формуле-1 на Гран-при Швейцарии, заняв пятое место. Свою вторую и последнюю гонку в Формуле-1 он провёл на Гран-при Германии 1954 года, в которой он шёл третьим, но вылетел с трассы.

## Результаты выступлений

### Чемпионат Европы (AIACR)
| Год  | Команда         | Производитель | 1     | 2        | 3        | 4        | 5     | Место | Очки* |
| ---- | --------------- | ------------- | ----- | -------- | -------- | -------- | ----- | ----- | ----- |
| 1935 | Daimler-Benz AG | Mercedes-Benz | БЕЛ   | ГЕР Сход | ШВА 6    | ИТА Сход | ИСП   | 9     | 29    |
| 1936 | Daimler-Benz AG | Mercedes-Benz | МОН   | ГЕР 7    | ШВА 4    | ИТА      |       | 10    | 24    |
| 1937 | Daimler-Benz AG | Mercedes-Benz | БЕЛ 3 | ГЕР 7    | МОН      | ШВА 2    | ИТА 2 | 3     | 19    |
| 1938 | Daimler-Benz AG | Mercedes-Benz | ФРА 3 | ГЕР Сход | ШВА 10   | ИТА Сход |       | 3     | 17    |
| 1939 | Daimler-Benz AG | Mercedes-Benz | БЕЛ 1 | ФРА Сход | ГЕР Сход | ШВА 1    |       | 1     | 14    |

## Формула-1
| Сезон | Команда                   | Шасси              | Двигатель                 | Ш | 1   | 2   | 3   | 4   | 5   | 6        | 7   | 8     | 9   | Место | Очки |
| ----- | ------------------------- | ------------------ | ------------------------- | - | --- | --- | --- | --- | --- | -------- | --- | ----- | --- | ----- | ---- |
| 1953  | Officine Alfieri Maserati | Maserati A6GCM     | Maserati A6 2,0 L6        | P | АРГ | 500 | НИД | БЕЛ | ФРА | ВЕЛ      | ГЕР | ШВА 5 | ИТА | 15    | 2    |
| 1954  | Daimler-Benz AG           | Mercedes-Benz W196 | Mercedes-Benz M196 2,5 L8 | C | АРГ | 500 | БЕЛ | ФРА | ВЕЛ | ГЕР Сход | ШВА | ИТА   | ИСП | —     | 0    |